# Horka nad Moravou
Horka nad Moravou (německy Horke) je obec v okrese Olomouc v Olomouckém kraji, která se nachází v CHKO Litovelské Pomoraví. Žije zde přibližně 2 700 obyvatel.

## Historie
- 1250 písemně doložena osobnost Parduse z Horky, zmínka o horeckém mlýně
- 1271 první písemný doklad o Horce
- 1406 hrad v Horce
- 1520 Horka patřila Petrovi z Horky a jeho 5 synům
- 1535 město Olomouc koupilo Horku
- 1593 hrad rozbořen, poslední zmínka o něm
- 1753 postaven kostel svatého Mikuláše
- 1872 v obci založen Sokol
- 1873 postavena stará škola
- 1883 přes obec vede železnice
- 1884 založen Sbor dobrovolných hasičů
- 1900 zřízena pošta a železniční stanice
- 1914 zaveden elektrický proud, zřízena elektrárna ve mlýně
- 1916 založena obecní knihovna
- 1922 vznik družstevní pekárny ve mlýně
- 1932 postaven Tyršův pomník u nádraží
- 1945 8. května obec osvobozena Rudou armádou
- 1946 postaven pomník u obecního úřadu v Horce
- 1955 založeno zemědělské družstvo
- 1963 zahájení provozu Základní školy v Horce
- 1977 postaveno nákupní středisko Jednoty
- 1984 postavena nová mateřská škola
- 1991 v budově mateřské školy začala pracovat ekologická nadace Sluňákov
- 1993 dokončen vodovod, rekonstrukce obecního úřadu - nová omítka, na železničním přejezdu instalováno zabezpečovací zařízení
- 1994 dokončení 1. etapy plynofikace výstavba plynové kotelny ve škole kabelizace telefonní sítě vysvěceny nové zvony - Sv. Mikuláš a Panna Marie
- 1996 ukončena hlavní část plynofikace obce
- 1997 povodně - zatopeno 200 domů, 20 domů muselo být demolováno
- 1998 vybudována čistička odpadních vod započato se stavbou kanalizace a připojováním domů na ni
- 1999 předseda PS Parlamentu České republiky předal starostovi obce obecní symboly - znak a prapor obce, postaven nový obecní obytný dům s 15 byty
- 2000 postavena nová hasičská zbrojnice, spolu se Sluňákovem a Holanďany vysazena lipová alej, začal pracovat Klub seniorů v nových prostorách
- 2001 oslava 730 let od první písemné zmínky o obci, vydání knihy o obci
- 2002 dokončena stavba kanalizace včetně přípojek (kromě Sedliska)
- 2003 ZŠ je příspěvkovou organizací, oslavy 40. výročí otevření ZŠ a 20. výročí otevření MŠ
- 2004 dostavba kalové koncovky na ČOV, zahájena stavba kanalizace v Sedlisku, navýšena protipovodňová hráz kolem lesa, ekolog. organizace; "Sluňákov" zahájila stavbu nízkoenergetického domu
- 2005 dokončena stavba kanalizace v Sedlisku včetně přípojek, opravena Husitská kaplička, modlitebna Církve československé husitské, přemístěna do budovy "Pekařství"
- 2006 povodeň - protržení hráze kolem lesa, zaplaveny sklepy domů v části Sedlisko, rekonstrukce komunikací v ulici Vodní a Partyzánská, vybudování asfaltové cesty kolem "Dolů"
- 2010 místní volby vyhrála Sylva Stavarčíková. Nahradila bývalého starostu Oldřicha Nykla.
- 2013 výstavba cyklistické stezky na Poděbrady
- 2014 realizována výstavba chodníku na ulici Olomoucká a zahájena výstavba nové obytné části s rodinnými domy v jižní části směrem na Olomouc.
- 2014 bylo zrekonstruováno hřiště Sokola pro malou kopanou a házenou.
- 2018 místní volby vyhrál Luděk Tichý. Nahradil bývalou starostku Sylvu Stavarčíkovou, která se následně stala ředitelkou místní základní školy.
- 2022 Luděk Tichý obhajuje v komunálních volbách post starosty.

## Obecní správa
Od 1. ledna 1980 do 23. listopadu 1990 k obci patřila Skrbeň.

## Školství
V obci je základní škola pavilonového typu, kterou v současné době[kdy?] navštěvuje cca 440 dětí 1. – 9. třídy. Jeden pavilon slouží jako tělocvična. Pro žáky první až páté třídy je zřízena školní družina. Ve škole je vybavená keramická dílna a počítačová učebna. V letech 2013–2015 dostala škola grant od EU v hodnotě 32 mil. korun, který byl využit na stavbu šaten, venkovních učeben a úpravu okolí školy (nová běžecká dráha apod.). Dostali také peníze na takzvanou „knihovničku“ v každé třídě, což znamená, že každá třída bude mít svou vlastní menší verzi knihovny. Na prvním stupni jsou některé třídy s výukovou metodou Montessori (Ve školních letech 2015/2016 a 2016/2017 v „trojtřídí“ – žáci 1., 2. a 3. stupně dohromady), nové je také to, že Montessori je zde možnou výukou až do páté třídy. V roce 2020 zde začala rekonstrukce bývalého tenisového kurtu a byla dokončena výstavba nové školní jídelny.
Předškolním dětem slouží čtyři oddělení mateřské školy, z toho jedno oddělení se zaměřením na výuku metodou Montessori. V severní části naproti hřbitova pak působí lesní mateřská školka Bažinka.

## Kultura
Neustále zde přibývají nové domy a obyvatelé. Lidé se sem rádi stěhují hlavně z důvodů okolní přírody a toho, že jde o střediskovou obec s kulturní činností. V obci se každý rok koná dvoudenní festival Horecké Struny, který je hlavně zaměřený na country a folk. Místní Sokol pořádá každý rok několik vesnických zábav se skupinami jako Stracené Ráj nebo Motors, koncem června se zde pravidelně od roku 2010 koná hudební open air produkce Rocková Horka a místní sdružení, obec a škola pořádají v zimním období plesy. Ve vesnici je několik hospod a rodinný minipivovar s pivovarským dvorem (Pivovárek Melichárek, v letech 2013-2018). Několik kulturně vzdělávacích akcí každoročně organizuje centrum ekologických aktivit Sluňákov a Dům přírody Litovelského Pomoraví (např. EDO, letní příměstské dětské tábory, dny pro děti, ples, svatby apod.).

## Okolí

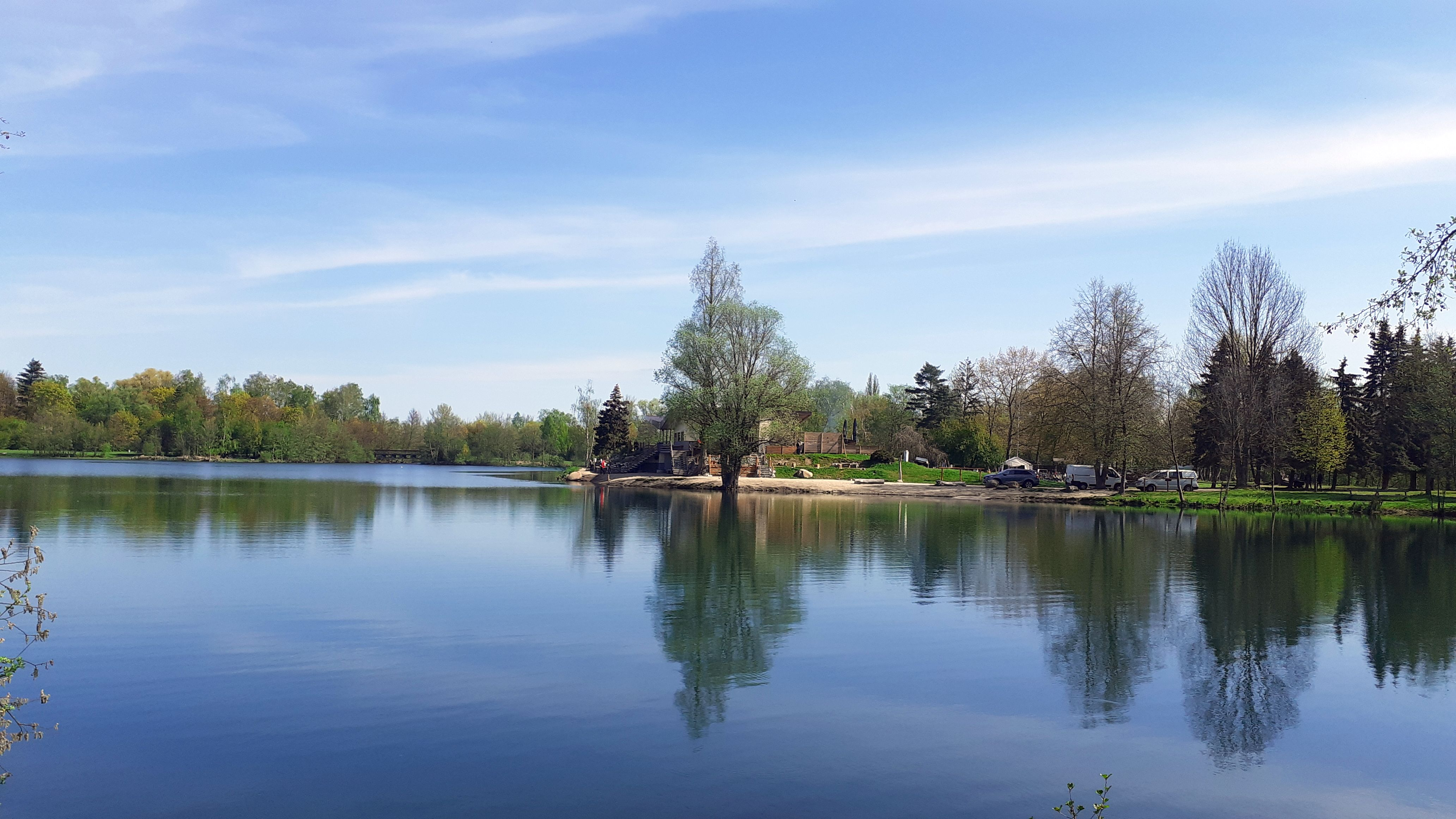
přírodní jezero Poděbrady

Vesnicí protéká Mlýnský potok (náhon horeckého mlýna), který je s oblibou splavován vodáky na kánoích a vyhlídkových raftech. Asi 2 km jižně od Horky se nachází přírodní koupaliště Poděbrady (místně taky „Geby“ či ,,Poděsy") oblíbené pro svou malebnost a dostupnost z Olomouce autem, na kole a autobusy č. 18 a 20 (zastávka na znamení). Pravidelně se zde pořádají různé kulturní akce s živou hudbou (dětský den, pálení čarodějnic apod.). Koupaliště má uprostřed ostrov spojený mostem s pevninou a v severní části má i nudistickou pláž.
Severně od Horky se rozkládá území ChKO Litovelské Pomoraví s lužními lesy, říčními rameny a řadou zpevněných lesních cest lákající k výletům na kolech, na lodích, na koních a pěšky. Asi 2,5 km severně se uprostřed lesů nachází výletní místo Lovecká chata (místně také „Štrougalka“) oblíbená pro svůj charakter loveckého a westernového stylu. Pro svou dostupnost na kole je oblíbená hlavně od jara do podzimu. Pořádají se zde, hony, semináře, sportovní soustředění, různé výstavy a závody psů a koní.

## Doprava
- Horkou nad Moravou procházejí silnice třetí třídy. Silnice vedou směrem na Olomouc a Křelov, Olomouc-Chomoutov a Skrbeň.
- Do Horky každodenně zajíždí autobusové linky MHD Olomouc č. 18 a 20. V obci je šest autobusových zastávek, z toho jedna za obcí u vojenského opravárenského závodu.
- V Horce nad Moravou se nachází železniční zastávka, ležící na trati Olomouc – Senice na Hané.

## Památky a pamětihodnosti
- Kostel svatého Mikuláše
- Centrum ekologické výchovy Sluňákov (2005–2007), oceněno Grand Prix architektů 2007

## Rodáci
Josef Albrecht (1915 – 1940), příslušník 311. československé bombardovací perutě RAF

## Galerie

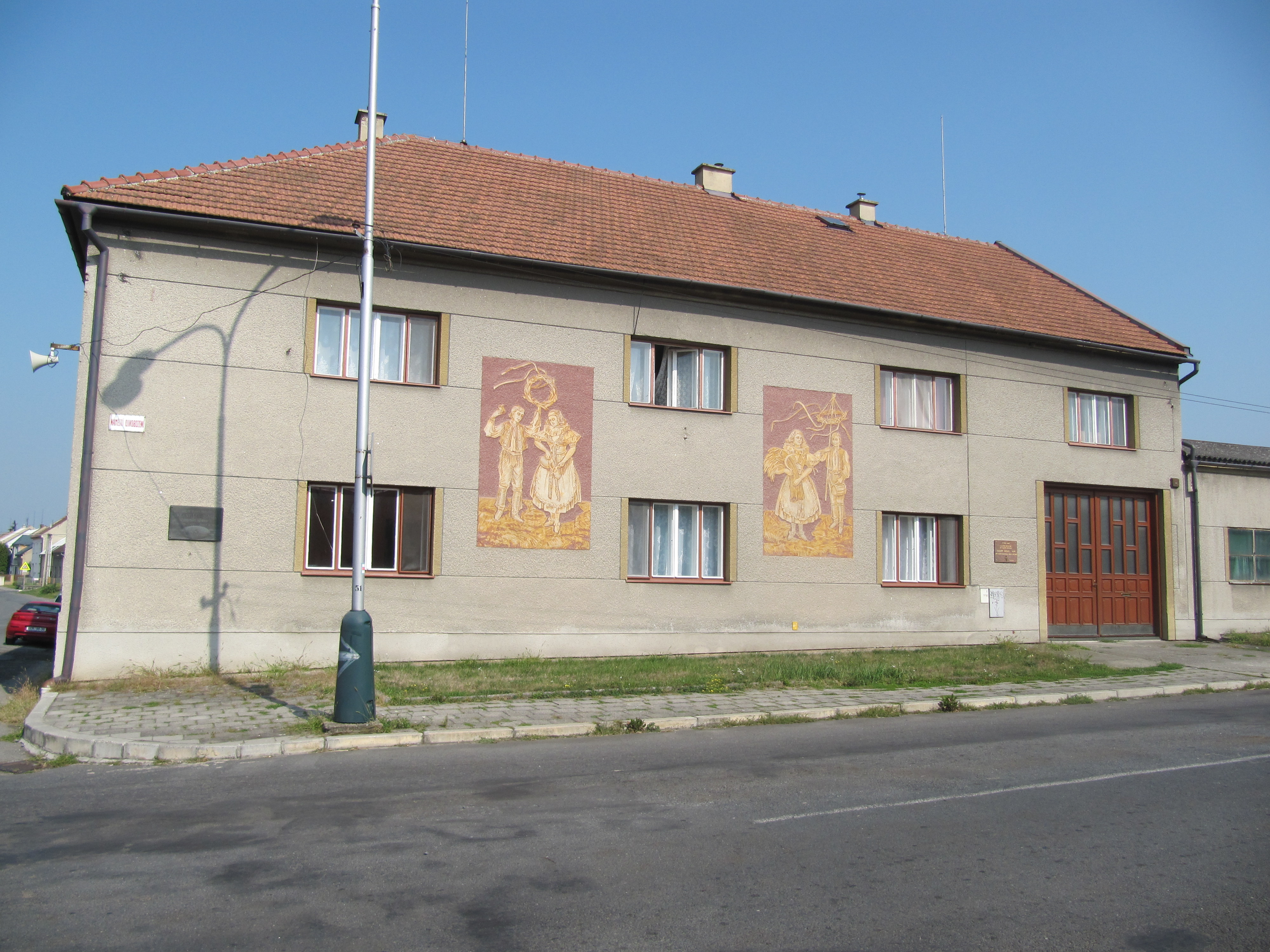
Dům č.p. 1 se sgrafitem od Františka Flasara
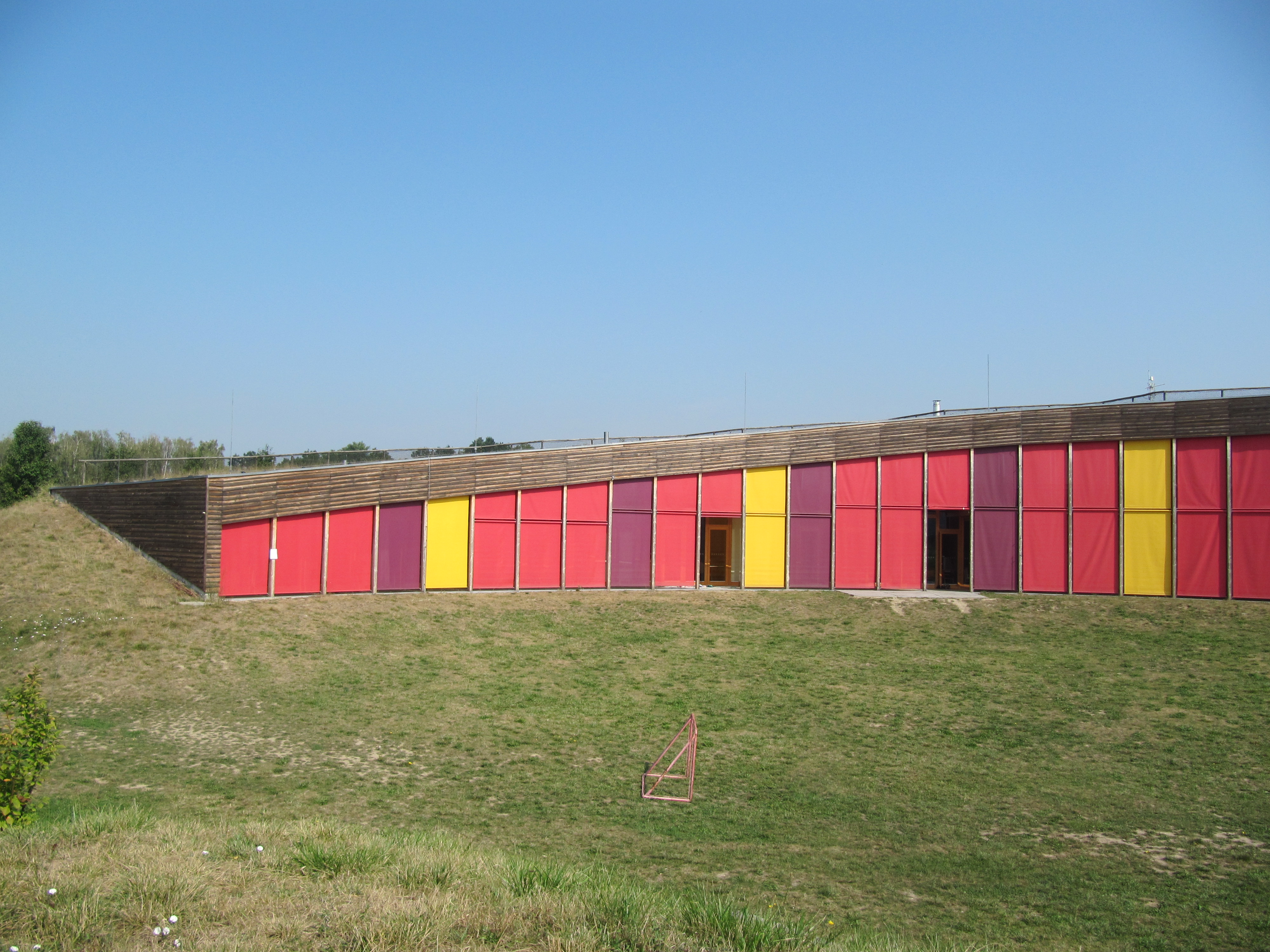
Centrum ekologické výchovy Sluňákov
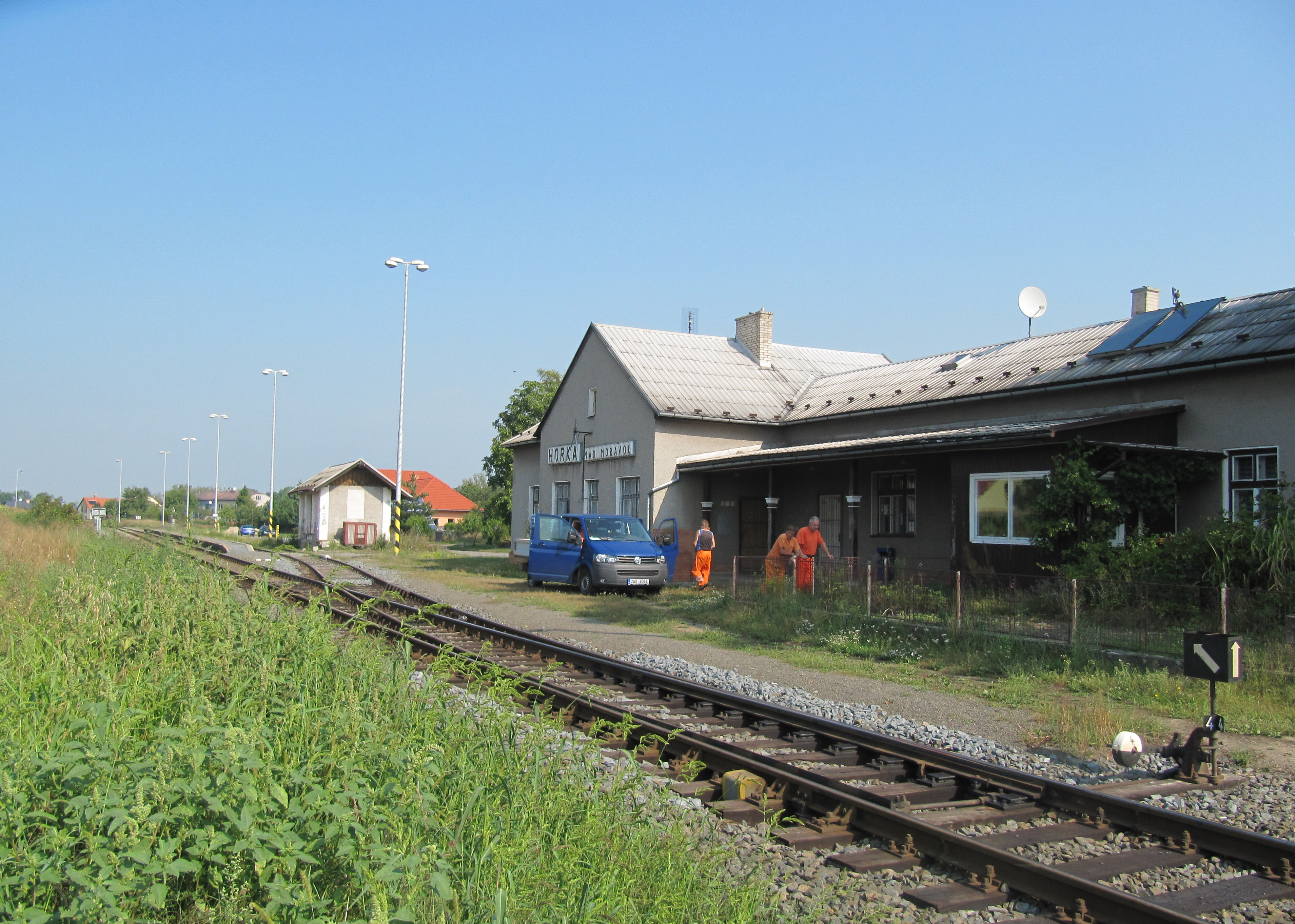
Železniční stanice
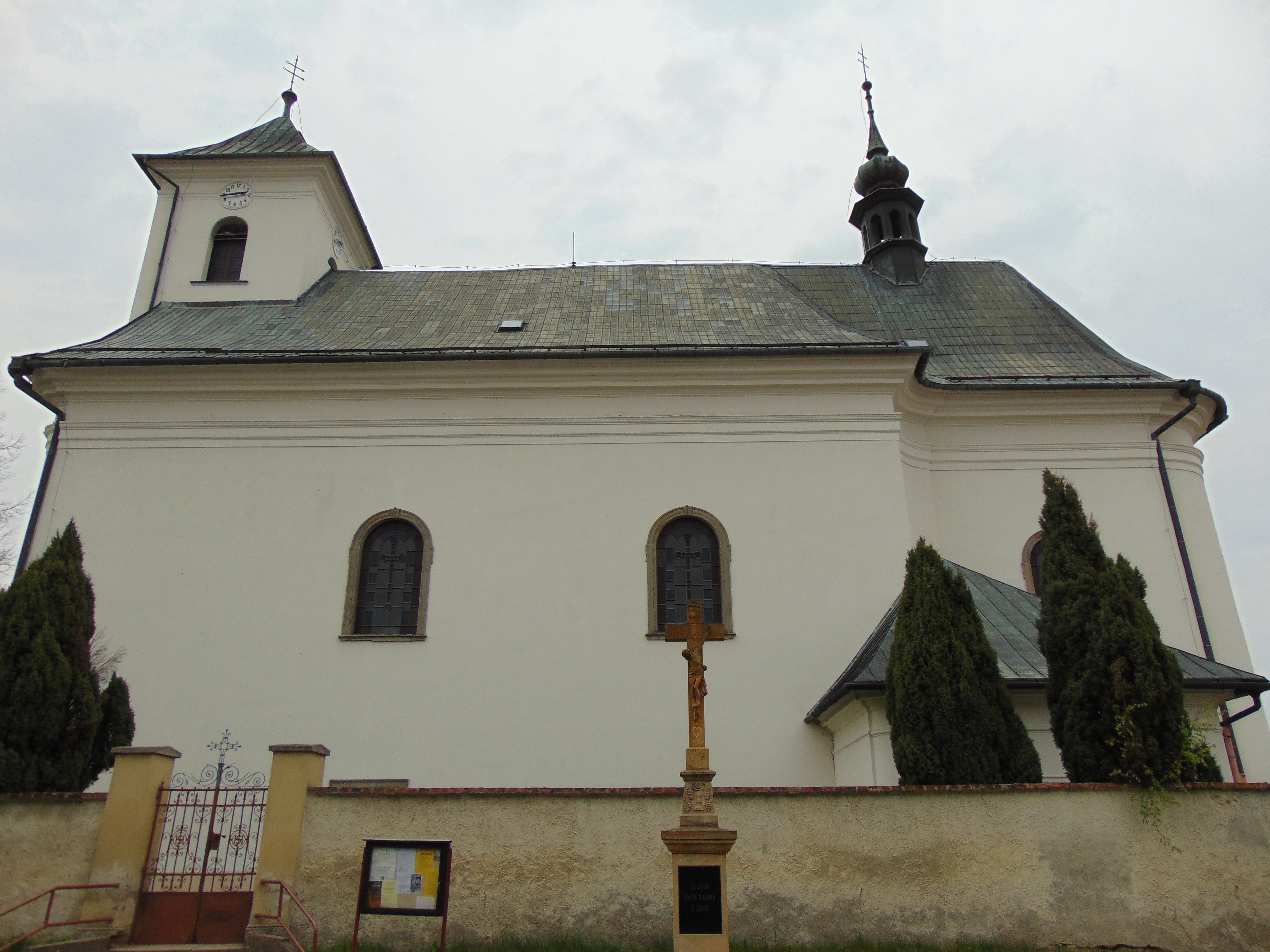
Chrám svatého Mikuláše (1753)
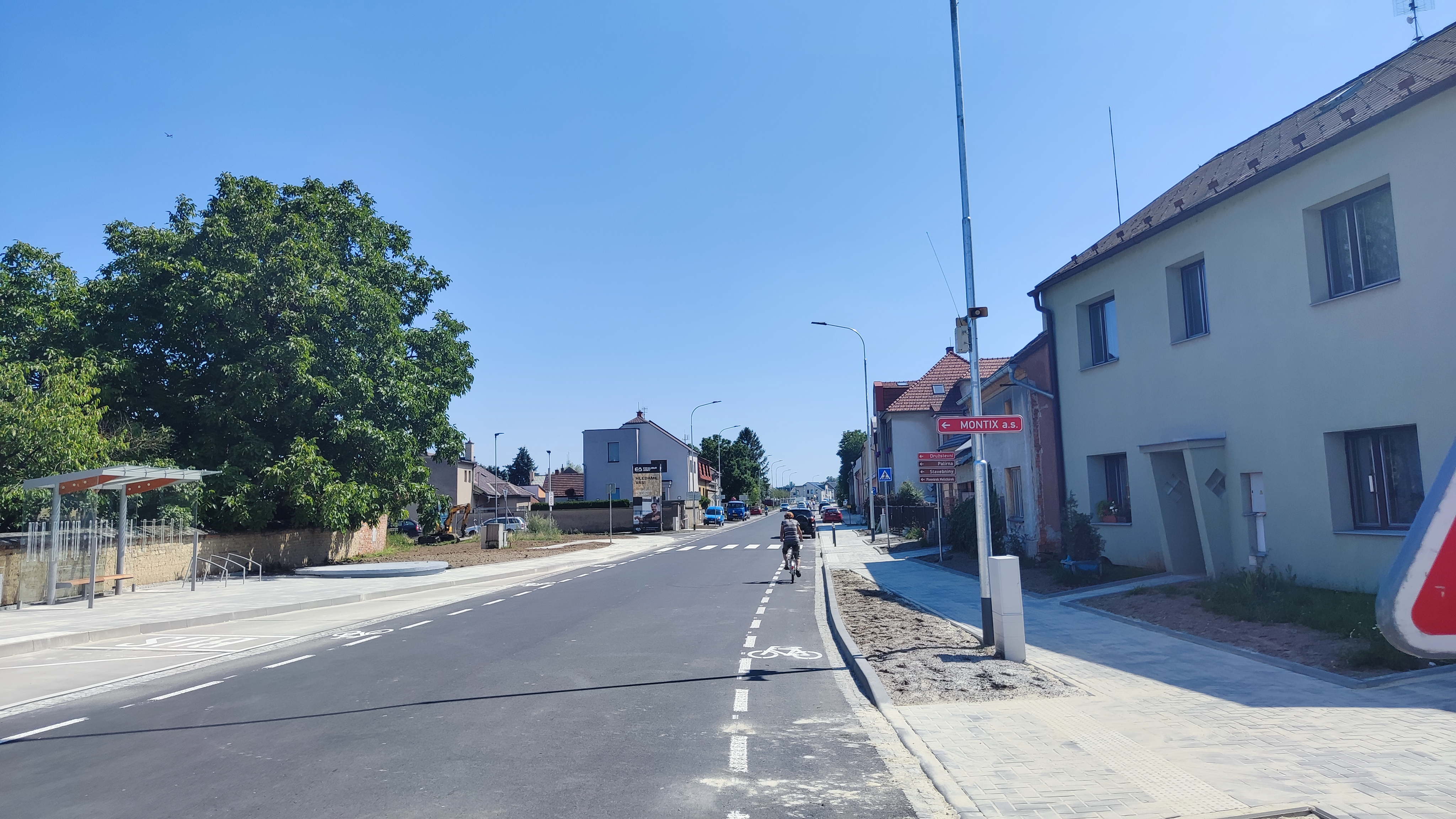
Olomoucká ulice po rekonstrukci 2023
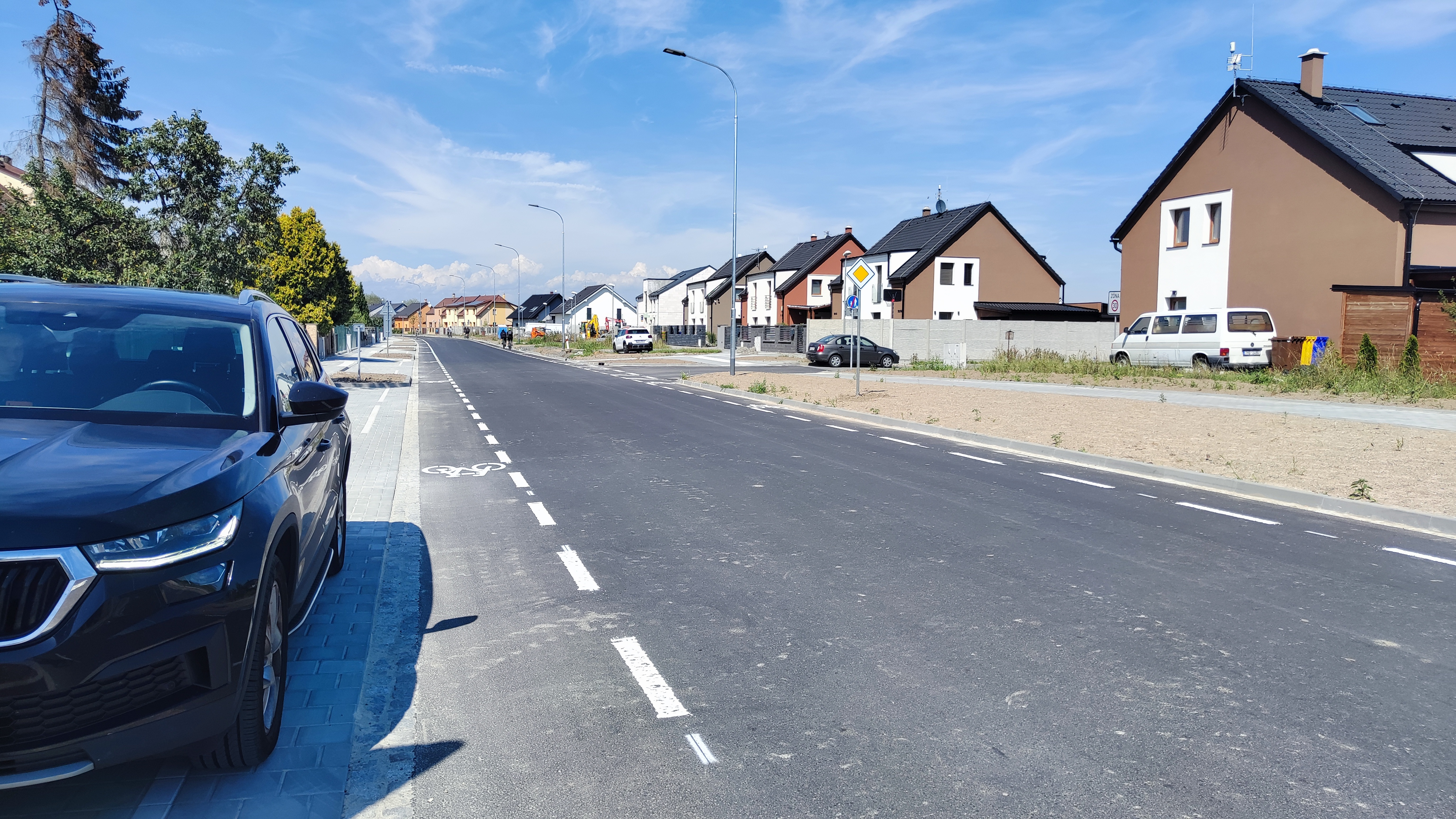
Totéž